# تاریخ علوم اجتماعی
تاریخ علوم اجتماعی (به انگلیسی: history of the social sciences) ریشه در فلسفه غرب دارد و پیشینه‌های مختلفی را به اشتراک می‌گذارد ولی عمداً در اوایل سده هجدهم با فلسفه علم پوزیتیویستی آغاز شد. از اواسط قرن بیستم، اصطلاح علوم اجتماعی به طور کلی‌تر، نه فقط به جامعه‌شناسی، بلکه به تمام رشته‌هایی که جامعه و فرهنگ را تحلیل می‌کنند، از انسان‌شناسی گرفته تا روان‌شناسی و مطالعات رسانه، اطلاق شده است.
این ایده که جامعه را می‌توان به شیوه‌ای استاندارد و عینی، با قوانین و روش‌شناسی علمی مطالعه کرد، نسبتاً جدید است. فیلسوفانی مانند کنفوسیوس مدت‌ها پیش در مورد موضوعاتی مانند نقش اجتماعی نظریه‌پردازی کرده بودند، تحلیل علمی جامعه انسانی مختص گسست فکری از عصر روشنگری و به سوی گفتمان‌های مدرنیته است. علوم اجتماعی از فلسفه اخلاقی آن زمان سرچشمه و تحت تأثیر عصر انقلابها، مانند انقلاب صنعتی و انقلاب فرانسه قرار گرفت. آغاز علوم اجتماعی در سده هجدهم در دائره‌المعارف بزرگ دیدرو، با مقالاتی از روسو و دیگر پیشگامان، منعکس شده است.
در حدود آغاز سده بیستم، فلسفه روشنگری در حوزه‌های مختلف به چالش کشیده شد. پس از استفاده از نظریه‌های کلاسیک از پایان انقلاب علمی، حوزه‌های مختلف، مطالعات ریاضی را جایگزین مطالعات تجربی و بررسی معادلات برای ایجاد یک ساختار نظری کردند. توسعه زیرشاخه‌های علوم اجتماعی در روش‌شناسی بسیار کمی شد. در مقابل، ماهیت میان‌رشته‌ای و بین‌رشته‌ای پژوهش علمی در مورد رفتار انسان و عوامل اجتماعی و محیطی مؤثر بر آن، بسیاری از علوم طبیعی را به برخی از جنبه‌های روش‌شناسی علوم اجتماعی علاقه‌مند کرد. نمونه‌هایی از محو شدن مرزها شامل رشته‌های نوظهوری مانند مطالعات اجتماعی پزشکی، انسان‌شناسی زیستی-فرهنگی، عصب‌روان‌شناسی و تاریخ و جامعه‌شناسی علم می‌شود. به طور فزاینده‌ای، روش‌های کمی و روش‌های کیفی در مطالعه کنش انسان و پیامدها و عواقب آن ادغام می‌شوند. در نیمه اول سده بیستم، آمار به یک رشته مستقل از ریاضیات کاربردی تبدیل شد. روش‌های آماری با اطمینان مورد استفاده قرار می‌گرفتند.
در دوره معاصر، جنبش اندکی به سمت اجماع در مورد اینکه چه روش‌شناسی ممکن است قدرت و پالایش را برای ارتباط یک "نظریه کلان" پیشنهادی با نظریه‌های مختلف برد متوسط داشته باشد، وجود دارد که با موفقیت چشمگیری، همچنان چارچوب های قابل استفاده برای بانک های اطلاعاتی عظیم و رو به رشد را ارائه می دهند. آشنا را ببینید.

## بازه‌های زمانی

### عهد باستان
- کتاب جمهور افلاطون رساله‌ای اثرگذار در مورد فلسفه سیاسی و زندگی عادلانه است.
- ارسطو چند اثر مانند سیاست، و قانون اساسی آتنی‌ها' در مورد سازمان اجتماعی منتشر کرد.

### تحولات اسلامی
در قرون وسطی، تمدن اسلامی، سهم چشمگیری در علوم اجتماعی ایفا نمود:
- ابوریحان بیرونی (۹۷۳-۱۰۴۸) مطالعات تطبیقی دقیقی در مورد انسان‌شناسی مردم، ادیان و فرهنگ در خاورمیانه، مدیترانه و جنوب آسیا نوشت.[۳] بیرونی همچنین توسط چندین پژوهشگر به خاطر مطالعات انسان‌شناسی اسلامی خود مورد ستایش قرار گرفته است.[۴]
- ابن خلدون (۱۳۳۲-۱۴۰۶) در حوزه‌های جمعیت‌شناسی[۵] تاریخ‌نگاری,[۶] فلسفه تاریخ,[۷] جامعه‌شناسی,[۵][۷] و اقتصاد فعالیت می‌کرد. او بیشتر به خاطر نگارش کتاب مقدمه شناخته می‌شود.

### دوره مدرن

#### اوایل مدرن
- نزدیک به رنسانس، که حدود سده چهاردهم آغاز شد، ژان بوریدان و نیکل اورسم درباره پول نوشتند.
- در سده پانزدهم، سنت آتونین اهل فلورانس درباره یک فرآیند اقتصادی جامع نوشت.
- در سده شانزدهم لئونارد دو لیس (لسیوس)، خوان دو لوگو و به ویژه لوئیس مولینا درباره مباحث اقتصادی نوشتند. این نویسندگان بر توضیح مالکیت به عنوان چیزی برای "خیر عمومی" تمرکز داشتند.[۸]
- چهره‌های شاخص سده هفدهم عبارتند از دیوید هارتلی، هوگو گروتیوس، توماس هابز، جان لاک، و زاموئل فن پوفندرف. توماس هابز استدلال می‌کرد که استدلال استنتاجی از اصول یک چارچوب علمی ایجاد می‌کند، و از این رو «لویاتان» او توصیفی علمی از قلمروی مشترک‌المنافع سیاسی بود.
- در سده هجدهم، علوم اجتماعی، فلسفه اخلاق نامیده می‌شد، در برابر فلسفه طبیعی و ریاضیات، و شامل مطالعه الهیات طبیعی، اخلاق طبیعی، حقوق طبیعی و سیاست ("پلیس") بود که شامل اقتصاد و امور مالی ("درآمد") نیز می‌شد. فلسفه محض، منطق، ادبیات و تاریخ خارج از این دو دسته بودند. آدام اسمیت استاد فلسفه اخلاق بود و توسط فرانسیس هاچسون تدریس می‌شد. چهره‌های آن زمان شامل فرانسوا کنه، ژان ژاک روسو، جامباتیستا ویکو، ویلیام گادوین، گابریل بونو دو مبلی و آندره مورله بودند. دایره‌المعارف آن زمان شامل آثار مختلفی در مورد علوم اجتماعی بود.[۸]

#### دوران مدرن متاخر
این وحدت علم به عنوان توصیفی، به عنوان مثال، در زمان توماس هابز باقی می‌ماند، کسی که استدلال می‌کرد استدلال استنتاجی از اصول، یک چارچوب علمی ایجاد می‌کند و از این رو «لویاتان» او توصیفی علمی از یک جامعه سیاسی بود. آنچه در عرض چند دهه پس از کار او اتفاق افتاد، انقلابی در آنچه «علم» را تشکیل می‌داد، به ویژه کار ایزاک نیوتن در فیزیک بود. نیوتن، با انقلابی در آنچه که در آن زمان «فلسفه طبیعی» نامیده می‌شد، چارچوب اساسی را که افراد با آن «علمی» را درک می‌کردند، تغییر داد.
در حالی که او صرفاً نمونه اولیه یک روند شتابنده بود، تمایز مهم این است که برای نیوتن، ریاضیات از یک واقعیت فرضی مستقل از ناظر سرچشمه می‌گرفت و طبق قوانین خاص خود عمل می‌کرد. برای فیلسوفان همان دوره، بیان ریاضی آرمان‌های فلسفی نیز نمادی از روابط طبیعی انسانی تلقی می‌شد: قوانین یکسانی واقعیت فیزیکی و معنوی را به حرکت در می‌آوردند. برای مثال به بلز پاسکال، گوتفرید لایب‌نیتس و یوهانس کپلر مراجعه کنید که هر کدام از آنها نمونه‌های ریاضی را مستقیماً به عنوان مدل‌هایی برای رفتار انسان در نظر گرفتند. در مورد پاسکال، شرط‌بندی معروف؛ برای لایب‌نیتس، اختراع محاسبات دودویی؛ و برای کپلر، مداخله فرشتگان برای هدایت سیارات.
در حوزه سایر رشته‌ها، این امر فشاری را برای بیان ایده‌ها در قالب روابط ریاضی ایجاد کرد. چنین روابطی که پس از رواج آن زمان "قوانین" نامیده می‌شدند (به فلسفه علم مراجعه کنید) به الگویی تبدیل شدند که سایر رشته‌ها از آن تقلید می‌کردند.

#### سده نوزدهم
- اصطلاح «علوم اجتماعی» در سال ۱۷۶۷ توسط ویکتور ریکتی، مارکیز دو میرابو (۵ اکتبر ۱۷۱۵–۱۳ ژوئیهٔ ۱۷۸۹) اقتصاددان، فیلسوف، نویسنده و سیاستمدار فرانسوی در فرانسه ابداع شد، پیش از آنکه در سده نوزدهم به یک حوزه مفهومی متمایز تبدیل شود.[۹]
- آگوست کنت (۱۷۹۷–۱۸۵۷) استدلال کرد که ایده‌ها از سه مرحله ظهور، الهیاتی، فلسفی و علمی عبور می‌کنند. او این تفاوت را این گونه تعریف کرد که اولی ریشه در فرض، دومی در تفکر انتقادی و سومی در مشاهده اثباتی دارد. این چارچوب که هنوز توسط بسیاری رد می‌شود، تفکری را دربرمی‌گیرد که قرار بود مطالعه اقتصادی را از یک رشته توصیفی به یک رشته مبتنی بر ریاضی سوق دهد. جامعه‌شناسی توسط آگوست کنت فرانسوی در سال ۱۸۳۸ تأسیس شد.[۱۰] او پیش از این از اصطلاح "فیزیک اجتماعی" استفاده کرده بود ولی این اصطلاح متعاقباً توسط دیگران، به‌ویژه آمارشناس بلژیکی آدولف کوتله، بکار گرفته شد. کنت تلاش کرد تا تاریخ، روانشناسی و اقتصاد را از طریق درک علمی از قلمرو اجتماعی متحد کند. او که اندکی پس از رکود انقلاب فرانسه می‌نوشت، پیشنهاد کرد که "بیماری‌های اجتماعی را می‌توان از طریق پوزیتیویسم جامعه‌شناختی درمان کرد، یک رویکرد معرفت‌شناختی که در کتاب های «دوره فلسفه اثباتی» [۱۸۳۰-۱۸۴۲] و «نگاهی کلی به پوزیتیویسم» (۱۸۴۴) مطرح شده است. کنت باورمند بود که مرحله پوزیتیویستی، پس از مراحل حدسی الهیاتی و متافیزیکی، دوره نهایی پیشرفت درک بشر را مشخص خواهد کرد.[۱۱]
- کارل مارکس آلمانی یکی از نخستین نویسندگانی بود که ادعا کرد روش‌های پژوهش او نمایانگر یک دیدگاه علمی از تاریخ در این مدل است. با اواخر سده نوزدهم، تلاش‌ها برای اعمال معادلات بر گزاره‌هایی در مورد رفتار انسان به طور فزاینده‌ای رایج شد. از جمله اولین آنها «قوانین» لغت‌شناسی بود که سعی در ترسیم تغییر در طول زمان صداها در یک زبان داشت.
- با کار چارلز داروین بود که نسخه توصیفی نظریه اجتماعی شوک دیگری را متحمل شد. زیست‌شناسی ظاهراً در برابر مطالعه ریاضی مقاومت کرده بود و با این حال نظریه انتخاب طبیعی و ایده ضمنی وراثت ژنتیکی - که بعدها مشخص شد توسط گرگور مندل بیان شده است، به نظر می‌رسید که به سمت یک زیست‌شناسی علمی مبتنی بر روابط ریاضی، مانند فیزیک، شیمی، نجوم و زمین شناسی اشاره دارد.
- نخستین اندیشمندانی که تلاش کردند پژوهش از نوعی که در آثار داروین دیدند را با کاوش در روابط انسانی ترکیب کنند که بر اساس نظریه تکامل، مبتنی بر نیروهای انتخابی خواهد بود، زیگموند فروید در اتریش و ویلیام جیمز در ایالات متحده بودند. نظریه فروید در مورد عملکرد ذهن و کار جیمز در روانشناسی تجربی تأثیر چشمگیری بر کسانی گذاشت که پس از او آمدند. فروید، بویژه، چارچوبی ایجاد کرد که نه تنها برای کسانی که روانشناسی می‌خوانند، بلکه برای هنرمندان و نویسندگان نیز جذاب بود.
- اگرچه کنت عموماً به عنوان «پدر جامعه‌شناسی» شناخته می‌شود،[۱۱] ولی این رشته رسماً توسط اندیشمند فرانسوی دیگری، امیل دورکیم (1858-1917) تأسیس شد که پوزیتیویسم را با جزئیات بیشتری توسعه داد. دورکیم نخستین گروه جامعه‌شناسی اروپایی را در دانشگاه بوردو در سال 1895 تأسیس نمود و کتاب «قواعد روش جامعه‌شناسی» خود را منتشر کرد. در سال 1896، او مجله «سالنامه جامعه‌شناسی» را تأسیس کرد. مونوگرافی مهم دورکیم، کتاب «خودکشی» (1897)، مطالعه موردی میزان خودکشی در میان جمعیت‌های کاتولیک و پروتستان، تحلیل جامعه‌شناختی را از روانشناسی یا فلسفه متمایز کرد. این اثر همچنین سهم عمده‌ای در مفهوم کارکردگرایی ساختاری داشت.[۱۲]
- امروزه، دورکیم، مارکس و ماکس وبر، جامعه‌شناس آلمانی معمولاً به عنوان سه بنیانگذار اصلی اصطلاح علوم اجتماعی به معنای «علم جامعه» ذکر می‌شوند.[۱۳]

با این حال، «علوم اجتماعی» از آن زمان به یک اصطلاح فراگیر برای توصیف تمام رشته‌های علمی، خارج از علوم فیزیکی و هنر تبدیل شده است که جوامع انسانی را تجزیه و تحلیل می‌کنند.

#### سده بیستم
در نیمه اول سده بیستم، آمار به یک رشته مستقل از ریاضیات کاربردی تبدیل شد. روش‌های آماری، به عنوان مثال در دیدگاه آماری فزاینده‌ای از زیست‌شناسی با اطمینان مورد استفاده قرار می‌گرفتند.
- اولین اندیشمندانی که تلاش کردند تا پژوهشی از آن نوع که در آثار داروین دیدند را با کاوش در روابط انسانی ترکیب کنند که بر اساس نظریه تکامل، مبتنی بر نیروهای انتخابی خواهد بود، زیگموند فروید در اتریش و ویلیام جیمز در ایالات متحده بودند. نظریه فروید در مورد عملکرد ذهن و کار جیمز در مورد روان‌شناسی تجربی تأثیر بسیاری بر کسانی گذاشت که پس از او آمدند. به ویژه فروید چارچوبی ایجاد کرد که نه تنها برای کسانی که روان‌شناسی می‌خواندند، بلکه برای هنرمندان و نویسندگان نیز جذاب بود.
- یکی از متقاعدکننده‌ترین مدافعان دیدگاه برخورد علمی با فلسفه، جان دیویی (1859-1952) بود. او، مانند مارکس، تلاش خود را برای پیوند هگلی ایده‌آلیسم و منطق به علوم تجربی آغاز کرد. این فرایند برای مثال در کتاب «روان‌شناسی» او هویداست که در سال ۱۸۸۷ نوشته شده است. با این حال، او ساختارهای هگلی را رها کرد. تحت تأثیر چارلز سندرز پیرس و ویلیام جیمز، به جنبشی در آمریکا به نام پراگماتیسم پیوست. وی سپس دکترین اساسی خود را تدوین کرد که در مقالاتی مانند «تأثیر داروین بر فلسفه» (۱۹۱۰) بیان شده است.

این ایده، که بر اساس نظریه او در مورد چگونگی پاسخ ارگانیسمها است، بیان می‌کند که سه مرحله در فرآیند تحقیق وجود دارد:
1. موقعیت مسئله‌ساز، که در آن پاسخ معمول ناکافی است.
2. جداسازی داده‌ها یا موضوع.
3. تأملی، که به صورت تجربی آزمایش می‌شود.

با ظهور ایده اندازه‌گیری کمی در علوم فیزیکی، به عنوان مثال، ضرب‌المثل مشهور ارنست رادرفورد مبنی بر اینکه هر دانشی که نتوان آن را به صورت عددی اندازه‌گیری کرد «نوع ضعیفی از دانش است»، زمینه برای تصور علوم انسانی به عنوان پیش‌سازهای «علوم اجتماعی» فراهم شد.
در سال ۱۹۲۴، دانشمندان برجسته علوم اجتماعی، انجمن افتخاری پی گاما مو (به انگلیسی: Pi Gamma Mu) را برای علوم اجتماعی تأسیس کردند. از جمله اهداف کلیدی آن، ترویج همکاری بین‌رشته‌ای و توسعه یک نظریه یکپارچه از شخصیت و سازمان انسان بود. در راستای این اهداف، مجله‌ای برای بورسیه‌های بین‌رشته‌ای در علوم اجتماعی مختلف و کمک‌هزینه‌های سخنرانی تأسیس شد.

#### دوره بین دو جنگ جهانی
تئودور پورتر در «ظهور تفکر آماری» استدلال کرد که تلاش برای ارائه یک علم اجتماعی ترکیبی، موضوعی است که هم به مدیریت و هم به اکتشاف مربوط می‌شود و بنابراین، ظهور علوم اجتماعی هم با نیازهای عملی و هم با خلوص نظری مشخص شده است. مثالی از این امر، ظهور مفهوم بهره هوشی یا IQ است. دقیقاً مشخص نیست که چه چیزی با IQ اندازه‌گیری می‌شود، اما این اندازه‌گیری از این جهت مفید است که موفقیت در تلاش‌های مختلف را پیش‌بینی می‌کند.
ظهور صنعت‌گرایی مجموعه‌ای از مشکلات علوم اجتماعی، اقتصادی و سیاسی، به ویژه در مدیریت عرضه و تقاضا در اقتصاد سیاسی آنها، مدیریت منابع برای استفاده نظامی و توسعه‌ای، ایجاد نظام‌های آموزشی انبوه برای آموزش افراد در استدلال نمادین و مشکلاتی در مدیریت اثرات خود صنعتی شدن ایجاد کرده است. بی‌معنی بودن «جنگ بزرگ» که در آن زمان، بین سال‌های ۱۹۱۴ تا ۱۹۱۸، که اکنون جنگ جهانی اول نامیده می‌شود، بر اساس آنچه که تصمیمات «احساسی» و «غیرمنطقی» تلقی می‌شد، انگیزه‌ای فوری برای نوعی تصمیم‌گیری فراهم کرد که «علمی‌تر» و مدیریت آن آسان‌تر بود. به عبارت ساده، برای مدیریت شرکت‌های چندملیتی جدید، خصوصی و دولتی، به داده‌های بیشتری نیاز بود. داده‌های بیشتر به ابزاری برای کاهش آنها به اطلاعاتی که بتوان بر اساس آنها تصمیم‌گیری کرد، نیاز داشتند. اعداد و نمودارها را می‌توان سریع‌تر تفسیر کرد و کارآمدتر از متون طولانی به کار برد. در مقابل، ماهیت میان‌رشته‌ای و بین‌رشته‌ای تحقیقات علمی در مورد رفتار انسان و عوامل اجتماعی و محیطی مؤثر بر آن، بسیاری از علوم به اصطلاح سخت را به روش‌شناسی علوم اجتماعی وابسته کرده است. نمونه‌هایی از محو شدن مرزها شامل رشته‌های نوظهوری مانند مطالعات اجتماعی پزشکی، انسان‌شناسی زیستی-فرهنگی، عصب‌روان‌شناسی و تاریخ و جامعه‌شناسی علم است. روش‌های کمی و کیفی به طور فزاینده‌ای در مطالعه کنش انسانی و پیامدها و عواقب آن ادغام می‌شوند.
در دهه 1930، این مدل جدید مدیریت تصمیم‌گیری با معامله جدید در ایالات متحده و در اروپا با نیاز روزافزون به مدیریت تولید صنعتی و امور دولتی، تثبیت شد. مؤسساتی مانند مدرسه جدید تحقیقات اجتماعی، مؤسسه بین‌المللی تاریخ اجتماعی و بخش‌های "تحقیقات اجتماعی" در دانشگاه‌های معتبر، قرار بود تقاضای رو به رشد برای افرادی را که می‌توانستند تعاملات انسانی را کمّی کنند و بر این اساس مدل‌هایی برای تصمیم‌گیری تولید کنند، برآورده کنند.
همراه با این نیاز عملی، این باور وجود داشت که وضوح و سادگی بیان ریاضی از خطاهای سیستماتیک تفکر و منطق کل‌نگر که ریشه در استدلال سنتی دارد، جلوگیری می‌کند. این روند، بخشی از جنبش بزرگ‌تری که به عنوان مدرنیسم شناخته می‌شود، زمینه بلاغی گسترش علوم اجتماعی را فراهم کرد.

### پیشرفت‌های معاصر
همچنان حرکت کمی به سمت اجماع در مورد اینکه چه روش‌شناسی می‌تواند قدرت و اصلاح لازم برای اتصال یک "نظریه کلان" پیشنهادی با نظریه‌های برد متوسط مختلف را داشته باشد، وجود دارد. این نظریه‌ها، با موفقیت چشمگیری، همچنان چارچوب‌های قابل استفاده‌ای را برای بانک‌های داده عظیم و رو به رشد فراهم می‌کنند. (به سازگاری مراجعه کنید.) نظریه‌های برد متوسط می‌توانند از ظهور تفکر رشته‌ای جدید پشتیبانی کنند و به عنوان "گامی حیاتی" به سوی تدوین یک نظریه جامع‌تر عمل کنند. فیلسوف نانسی کارترایت خاطرنشان می‌کند که فضایی که نظریه برد متوسط (یا متوسط) اشغال می‌کند، فضای بین انتزاع، جایی که اصول از نمونه‌های خاص استخراج می‌شوند، و تعمیم است، و پیشرفت‌ها در این فضا اغلب به "چیزهایی که تحت عنوان 'مکانیسم' قرار می‌گیرند" مربوط می‌شود. در زمینه‌ای مانند پرستاری، او پیشنهاد کرده است که نظریه برد متوسط "تنها گزینه موجود" است.

## مطالعه بیشتر
- بک‌هاوس، راجر ای.، و فیلیپ فونتین، ویراستاران. «تاریخ‌نگاری علوم اجتماعی مدرن» (انتشارات دانشگاه کمبریج، ۲۰۱۴) گزیده
- لیپست، سیمور ام. ویراستار. «سیاست و علوم اجتماعی» (۱۹۶۹)